# Jardín Botánico de Bolonia
El Jardín Botánico de Bolonia (en italiano: Orto Botanico dell'Università di Bologna) es un jardín botánico y herbario ubicado en la Universidad de Bolonia, de 2 hectáreas de extensión, delimitado al norte por las murallas de la ciudad antigua y al sur por la Vía Irnerio.

## Historia
El primer jardín de simples de la universidad de Bolonia se fundó en 1568, fue el cuarto de Europa tras el de Pisa, Padua y Florencia. Se ubicó en el patio del palacio de Accursio por iniciativa de Ulisse Aldrovandi.
A medida que la botánica avanzaba y se desligaba de la medicina, el emplazamiento inicial, en el que se cultivaban únicamente plantas medicinales para su estudio médico, resultó pequeño e inadecuado, por lo que en 1587 se trasladaron los cultivos a un terreno cercano a la actual Porta Santo Stefano, donde hacia 1595 la colección se amplió a cerca de 3000 plantas.

La sede actual y definitiva del jardín botánico se reubicó en 1803, cuando la universidad compró unos terrenos dentro de las murallas de la ciudad, en el que ya existían jardines y paseos arbolados.

## Colecciones

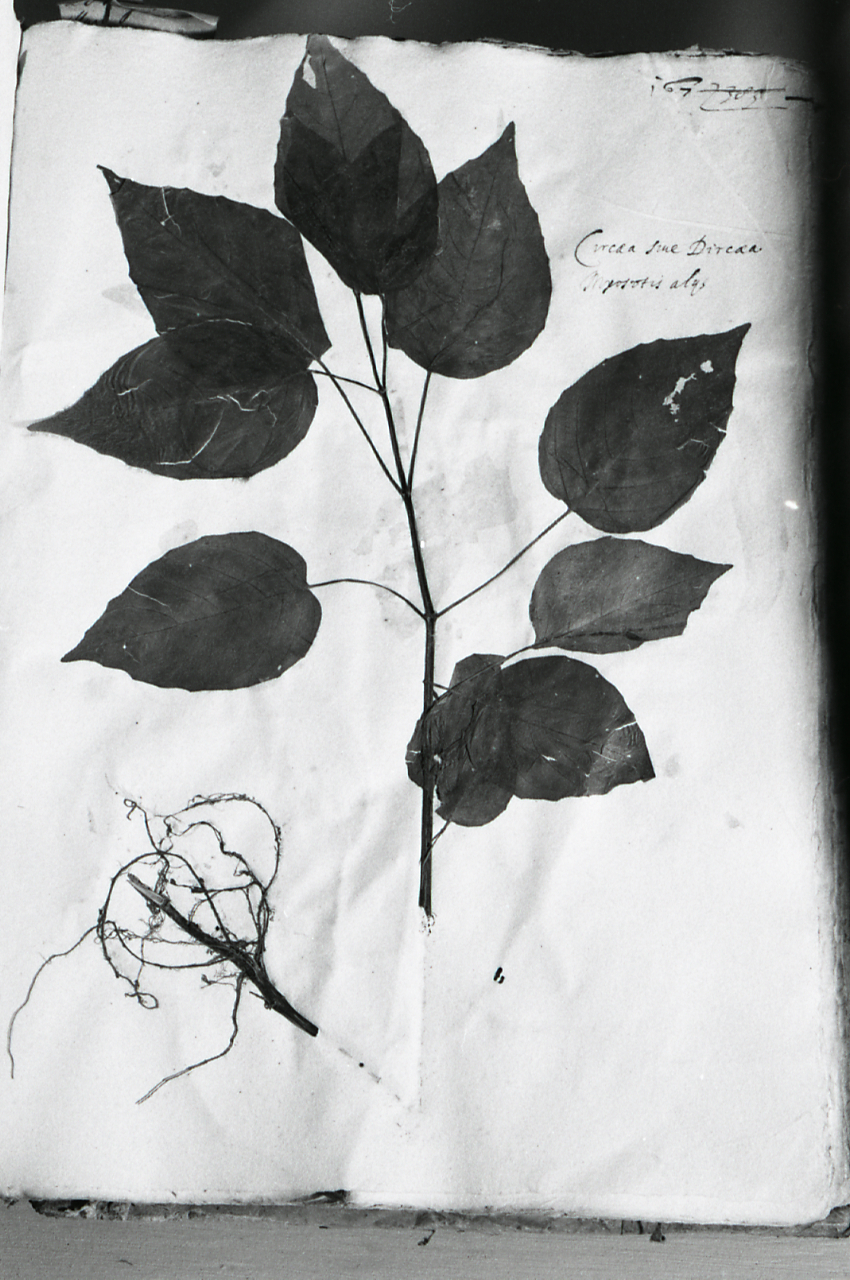
Fotografía de una de las láminas del herbario de Aldrovandi

El jardín alberga unos 5000 ejemplares de plantas, entre exóticas y locales, y está dividido en varias zonas.
- El jardín frontal, ubicado frente al edificio principal y la puerta de entrada en Vía Irnerio, alberga especies arbóreas, arbustos y herbáceas europeas.
- El jardín trasero, el más amplio que se extiende hasta las murallas, está dedicado a las colecciones temáticas y a simulaciones de hábitats naturales.
- Tres Invernaderos. El primero alberga una colección de plantas tropicales, entre las que se encuentran especies de uso alimenticio (Piper, Capsicum, Cacao, Zingiber) y de importancia económica, helechos, bromelias, orquídeas epifitas. El segundo una colección de plantas suculentas. Y un tercero, más pequeño, una colección de plantas carnívoras.
- La zona de plantas medicinales en la que se reconstruye lo que fue el primer jardín de simples (Orto dei Semplici) de Ulisse Aldrovandi en el siglo XVI.
- La zona boscosa y el estanque reconstruye un hábitat con las especies características de una zona húmeda y boscosa de las llanuras del río Po.
- El jardín rocoso en el que se muestran diferentes hábitats con especies acidófilas, calciófilas y gipsófilas.
- Las murallas, es la zona ubicada al norte del jardín bordeada por los antiguos muros de la ciudad. Alberga especies caducifolias autóctonas de los Apeninos alrededor de Bolonia. En la zona al este de la muralla, se cultivan arbustos y árboles perennes del clima mediterráneo.[3]
- Los Herbarios.

- El herbario de Ulisse Aldrovandi, uno de los más antiguos que se conservan, se compone de más de 5000 muestras recopiladas en 15 volúmenes.
- El herbario de Giuseppe Monti, con 10000 muestras divididas en 736 géneros de 2523 especies.
- El herbario de Ferdinando Bassi, se compone de 62 paquetes en los que se encuentran 4291 especies de 1084 géneros.
- Los herbarios de Antonio Bertoloni: Hortus Siccus Florae Italicae, compuesto por 10 volúmenes, con 4211 especies de 803 géneros de especímenes procedentes de flora de la península itálica, Sicilia, Córcega y Cerdeña, además de las islas.

Y Hortus Siccus Exoticus 11 000 muestras que abarcan 1544 géneros de 139 familias procedentes de Europa y muchos otros países.
El herbario actual contiene en total unos 130.000 especímenes que abarcan todos los grupos taxonómicos y todas las regiones geográficas.